# Großmürbisch
Großmürbisch är en ort och kommun i Österrike. Den ligger i distriktet Güssing i förbundslandet Burgenland, i den östra delen av landet, 130 km söder om huvudstaden Wien. Antalet invånare år 2023 är 226. Arean är 7,92 kvadratkilometer. Kommunen gränsar i söder mot Ungern.